# Anders Alftberg
Anders Kent Tomas Alftberg, född 21 januari 1973 i Ljungarums församling i Jönköping, är en svensk politiker (sverigedemokrat). Han är ordinarie riksdagsledamot sedan 2022, invald för Västra Götalands läns södra valkrets.
I riksdagen är han ledamot i utbildningsutskottet sedan 2022.